# Sốc và sợ hãi
Sốc và sợ hãi (hay gọi là chiếm lĩnh nhanh chóng) là một chiến thuật quân sự dựa trên việc sử dụng sức mạnh áp đảo và những màn biểu dương lực lượng ngoạn mục để làm tê liệt nhận thức của kẻ thù về chiến trường và tiêu diệt ý chí chiến đấu. Mặc dù khái niệm này có nhiều tiền lệ trong lịch sử, học thuyết được giải thích bởi Harlan K. Ullman và James P. Wade vào năm 1996 và được phát triển đặc biệt để áp dụng cho quân đội Hoa Kỳ bởi Đại học Quốc phòng Hoa Kỳ.

## Học thuyết thống trị nhanh chóng
Sự thống trị nhanh chóng được các tác giả của nó là Harlan K. Ullman và James P. Wade, định nghĩa như sau:
ảnh hưởng đến ý chí, nhận thức và sự hiểu biết của kẻ thù để chiến đấu hoặc phản ứng với chính sách chiến lược của chúng ta kết thúc bằng việc áp đặt chế độ Sốc và sợ hãi.

Và mong muốn thống trị nhanh chóng, theo Ullman và Wade:
áp đặt mức độ Sốc và sợ hãi áp đảo này đối với kẻ thù trên cơ sở ngay lập tức, hoặc đủ kịp thời để làm tê liệt ý chí tiếp tục của chúng... [nhằm] giành quyền kiểm soát môi trường và làm tê liệt/quá tải nhận thức và hiểu biết của kẻ thù về các sự kiện mà chúng sẽ không có khả năng kháng cự ở cấp chiến thuật hay chiến lược.

Giới thiệu học thuyết trong một báo cáo cho Đại học Quốc phòng Hoa Kỳ năm 1996, Ullman và Wade mô tả nó như nỗ lực nhằm phát triển một học thuyết quân sự thời hậu Chiến tranh Lạnh cho Hoa Kỳ. Họ viết rằng sự thống trị nhanh chóng và sốc và sợ hãi có thể trở thành một "sự thay đổi mang tính cách mạng" khi quân đội Hoa Kỳ giảm quy mô, cũng như công nghệ thông tin ngày càng được tích hợp vào chiến tranh. Các tác giả quân sự tiếp theo của Hoa Kỳ đã viết rằng sự thống trị nhanh chóng khai thác "công nghệ vượt trội, sự can dự chính xác và sự thống trị về thông tin" của Hoa Kỳ.
Ullman và Wade xác định bốn đặc điểm quan trọng của sự thống trị nhanh chóng như sau:
1. kiến thức và hiểu biết gần như toàn bộ hoặc tuyệt đối về bản thân, đối thủ và môi trường
2. nhanh chóng và kịp thời trong ứng dụng;
3. hoạt động sáng suốt trong thực thi; và
4. (gần như) kiểm soát toàn bộ và quản lí chữ kí của toàn bộ môi trường hoạt động.

Thuật ngữ "sốc và sợ hãi" được Ullman và Wade sử dụng nhất quán vì hiệu ứng mà nó áp đặt lên kẻ thù. Đó là trạng thái mong muốn của sự bất lực và thiếu ý chí. Họ viết rằng nó được xảy ra, bằng vũ lực trực tiếp áp dụng cho các trung tâm chỉ huy và kiểm soát, từ chối thông tin có chọn lọc và phổ biến thông tin sai lệch, lực lượng chiến đấu áp đảo và hành động nhanh chóng.
Học thuyết thống trị nhanh chóng đã phát triển từ khái niệm "lực lượng quyết định". Ulman và Wade đối lập hai khái niệm về mục tiêu, sử dụng lực lượng, kích thước lực lượng, phạm vi, tốc độ, thương vong và kĩ thuật.

### Thương vong dân sự và phá hủy cơ sở hạ tầng
Mặc dù Ullman và Wade tuyên bố rằng nhu cầu "giảm thiểu thương vong dân sự, thiệt hại nhân mạng và thiệt hại tài sản đảm bảo" là một "sự nhạy cảm chính trị [cần] được hiểu rõ trước", học thuyết về sự thống trị nhanh chóng của họ đòi hỏi khả năng làm gián đoạn "phương tiện liên lạc, giao thông vận tải, sản xuất lương thực, cung cấp nước và các khía cạnh khác của cơ sở hạ tầng", và trên thực tế, "sự cân bằng thích hợp giữa Sốc và sợ hãi phải gây ra... mối đe dọa và nỗi sợ về hành động có thể đóng cửa tất cả hoặc một phần của xã hội đối thủ, hoặc là làm cho khả năng chiến đấu của họ trở nên vô dụng trong trường hợp bị hủy hoại hoàn toàn về thể chất."
Lấy ví dụ về cuộc xâm lược lí thuyết vào Iraq 20 năm sau Chiến tranh Vùng Vịnh, các tác giả tuyên bố, "Việc đóng cửa đất nước sẽ kéo theo cả sự phá hủy vật chất của cơ sở hạ tầng thích hợp, cũng như việc kiểm soát dòng chảy của tất cả thông tin quan trọng và thương mại liên quan nhanh chóng để đạt được mức độ chấn động quốc gia, cũng giống như tác động của việc thả vũ khí hạt nhân xuống Hiroshima và Nagasaki đối với người Nhật."
Nhắc lại ví dụ trong một cuộc phỏng vấn với CBS News vài tháng trước Chiến tranh Iraq, Ullman nói, "Bạn đang ngồi ở Baghdad và đột nhiên bạn trở thành một vị tướng, 30 sở chỉ huy sư đoàn của bạn đã bị xóa sổ, thành phố sụp đổ. Ý tôi là bạn loại bỏ nguồn điện, nước của họ. Trong 2, 3, 4, 5 ngày nữa họ kiệt quệ về thể chất, tình cảm và tâm lí."

## Ứng dụng trong lịch sử
Ullman và Wade lập luận rằng đã có những ứng dụng quân sự nằm trong một số khái niệm Sốc và sợ hãi. Họ liệt kê chín ví dụ:
- Tập trung lực lượng: "Việc áp dụng một lực lượng lớn hoặc áp đảo" để "tước vũ khí, làm bất lực hoặc khiến đối phương bất lực về mặt quân sự với ít thương vong nhất cho ta càng tốt."
- Hiroshima và Nagasaki: Sự hình thành của Sốc và sợ hãi thông qua "mức độ tàn phá lớn tức thì, gần như không thể hiểu được nhắm vào ảnh hưởng đến xã hội trên diện rộng, nghĩa là sự lãnh đạo và công khai của nó, thay vì nhắm trực tiếp vào các mục tiêu quân sự hoặc chiến lược ngay cả với số lượng hay hệ thống tương đối ít."
- Bắn phá hàng loạt: Được mô tả là "sức công phá chính xác phần lớn nhằm vào các mục tiêu quân sự và các lĩnh vực liên quan theo thời gian."
- Blitzkrieg: "Mục đích là áp dụng một lượng chính xác của lực tập trung chặt chẽ để đạt được đòn bẩy tối đa nhưng với tổng lợi thế về quy mô."
- Tôn Tử: Việc "chặt đầu có chọn lọc, ngay lập tức các mục tiêu quân sự hoặc xã hội để đạt được sự sốc và sợ hãi."
- Haiti: Ví dụ này (đôi khi được gọi là ví dụ về làng Potemkin) đề cập đến một cuộc diễu hành võ trang được tổ chức ở Haiti nhân danh quyền lực thuộc địa (lúc bấy giờ) là Pháp vào đầu những năm 1800, trong đó người Hati bản địa đã diễu hành một số lượng nhỏ các tiểu đoàn theo chu kì. Điều này khiến cường quốc thuộc địa tin rằng quy mô của lực lượng bản địa đủ lớn để có thể thực hiện bất kì hành động quân sự nào là không khả thi.
- Binh đoàn La Mã: "Đạt được sốc và sợ hãi phụ thuộc vào khả năng ngăn chặn và chế ngự kẻ thù thông qua nhận thức và nỗi sợ hãi của kẻ thù về tính dễ bị tổn thương và khả năng bất khả chiến bại của chúng ta."
- Suy tàn và vỡ nợ: "Việc áp đặt sự suy sụp của xã hội trong một thời gian dài, nhưng không áp dụng sự phá hủy lớn."

### Chiến tranh Chechnya lần thứ nhất
Chiến lược quân sự của Nga trong Chiến tranh Chechnya lần thứ nhất, và đặc biệt là Trận Grozny, được mô tả là "gây sốc và kinh hãi".

### Chiến tranh Iraq

#### Xây dựng lực lượng
Trước cuộc xâm lược Iraq năm 2003, các quan chức lực lượng vũ trang Hoa Kỳ mô tả kế hoạch của họ là gây sốc và sợ hãi. Tuy nhiên, Tommy Franks, tướng chỉ huy của lực lượng xâm lược, chưa bao giờ quan tâm đến việc sử dụng thuật ngữ "sốc và kinh hoàng" và cũng "không coi đó là điểm chính của cuộc không kích."

#### Đánh giá mâu thuẫn tiền chiến tranh
Trước khi thực hiện, đã có bất đồng trong Chính quyền Bush về việc liệu kế hoạch gây sốc và sợ hãi có hiệu quả hay không. Theo báo cáo của CBS News, "Một quan chức cấp cao đã gọi nó là "một bầy bò tót" (bunch of bull), nhưng ông cũng xác nhận đó chính là khái niệm mà kế hoạch chiến tranh đã dựa vào." Phóng viên David Martin của CBS lưu ý rằng, trong Chiến dịch Anaconda ở Afghanistan năm trước, lực lượng Mĩ đã "bị bất ngờ đến sợ hãi trước việc al Qaeda sẵn sàng chiến đấu đến chết. Nếu người Iraq quyết đấu tranh, Mĩ sẽ phải tung quân tiếp viện và cố giành chiến thắng theo cách cổ điển nhất bằng cách nghiền nát lực lượng Vệ binh Cộng hòa, và điều đó có nghĩa là sẽ có nhiều thương vong hơn cho cả hai bên."

#### Các chiến dịch
Các cuộc ném bom liên tục bắt đầu vào ngày 19 tháng 3 năm 2003 khi các lực lượng Hoa Kỳ cố gắng giết Saddam Hussein bằng các trận đánh chặt đầu nhưng không thành công. Những cuộc tấn công tiếp tục nhằm vào một số lượng nhỏ mục tiêu cho đến ngày 21 tháng 3 năm 2003, vào lúc 17 giờ 00 UTC, chiến dịch ném bom chính yếu của Hoa Kỳ và đồng minh bắt đầu. Các lực lượng đã phóng khoảng 1.700 phi vụ (gồm 504 phi vụ sử dụng cả tên lửa hành trình). Lực lượng mặt đất của liên quân đã bắt đầu một cuộc tấn công "khởi chạy" vào Bagdad vào ngày hôm trước. Lực lượng mặt đất liên quân chiếm thành công Bagdad vào ngày 5 tháng 4 và Hoa Kỳ tuyên bố chiến thắng vào ngày 15 tháng 4. Thuật ngữ "sốc và sợ hãi" thường được sử dụng để chỉ sự khởi đầu của vụ xâm lược Iraq, không phải cuộc chiến tranh lớn hơn, cũng như các cuộc nổi dậy tiếp sau đó.

#### Đánh giá mâu thuẫn hậu chiến tranh
Hoa Kỳ đã tham gia một chiến dịch gây sốc và sợ hãi ở mức độ nào thì vẫn chưa rõ ràng vì các đánh giá sau chiến tranh toàn là trái ngược nhau. Trong vòng hai tuần sau khi Hoa Kỳ tuyên bố chiến thắng, vào ngày 27 tháng 4, tờ The Washington Post đã đăng tải một cuộc phỏng vấn với các quân nhân Iraq chi tiết về tình trạng mất tinh thần và thiếu khả năng chỉ huy. Theo lời kể lại của những người lính, các vụ ném bom của Liên quân đã lan rộng một cách đáng ngạc nhiên và đã gây ra ảnh hưởng nghiêm trọng đến tinh thần chiến đấu. Khi xe tăng Mĩ vượt qua các đơn vị Vệ binh Cộng hòa và Lực lượng Vệ binh Cộng hòa Đặc biệt của quân đội Iraq bên ngoài Bagdad hòng tiến đến dinh tổng thống Saddam, nó đã gây ra một cú sốc cho quân đội bên trong Bagdad. Các binh sĩ Iraq cho biết không còn tổ chức nào nguyên vẹn vào thời điểm quân Mĩ tiến vào Bagdad và cuộc kháng chiến đó đã sụp đổ với giả thiết rằng "đó không phải là một cuộc chiến, đó là sự tự sát."

## Trong văn hóa đại chúng
Sau cuộc tấn công Iraq năm 2003 của Mĩ, thuật ngữ "sốc và sợ hãi" đã được sử dụng cho mục đích thương mại. Văn phòng Sáng chế và Nhãn hiệu Hoa Kỳ đã nhận được ít nhất 29 đơn đăng ký nhãn hiệu trong năm 2003 để sử dụng độc quyền thuật ngữ này. Đơn đầu tiên đến từ một công ti pháo hoa vào ngày Mĩ bắt đầu ném bom Bagdad. Sony đã đăng ký nhãn hiệu này đúng một ngày sau khi bắt đầu hoạt động để sử dụng trong một trò chơi điện tử nhưng sau đó đã rút đơn đăng kí và mô tả đây là "một hành động phán xét tồi tệ và đáng tiếc."
Trong một cuộc phỏng vấn, Harlan Ullman tuyên bố rằng ông tin rằng việc sử dụng thuật ngữ này để cố gắng bán sản phẩm là "có thể là một sai lầm", và "giá trị tiếp thị sẽ nằm ở đâu đó giữa mong manh và không có gì cả".
Trong bộ phim chiếu rạp Avatar năm 2009, cuộc tấn công diệt chủng vào Na'vi được mô tả như một chiến dịch "Sốc và Sợ hãi" của bác sĩ Max Patel.
Trong Call of Duty 4: Modern Warfare, có một nhiệm vụ được gọi là Shock and Awe, trong đó một vũ khí hạt nhân được kích nổ ở cuối màn chơi.